# Siphonariidae
Siphonariidae zijn een familie van slakken (Gastropoda).

## Taxonomie
De volgende geslachten zijn bij de familie ingedeeld:
- Aporemodon Robson, 1913
- Ellsiphon Iredale, 1940
- Hebesiphon Iredale, 1940
- Heterosiphonaria Hubendick, 1945
- Hubendickula McAlpine, 1952
- Legosiphon Iredale, 1940
- Mallorisiphon Iredale, 1940
- Mestosiphon Iredale, 1940
- Pachysiphonaria Hubendick, 1945
- Patellopsis Nobre, 1886
- Pugillaria Iredale, 1924
- Siphonacmea Habe, 1958
- Siphonaria G. B. Sowerby I, 1823
- Talisiphon Iredale, 1940
- Williamia Monterosato, 1884

### Synoniemen
- Allerya Mörch, 1877 => Williamia Monterosato, 1884
- Benhamina Finlay, 1926 => Siphonaria (Benhamina) Finlay, 1926
- Brondelia Bourguignat, 1862 => Williamia Monterosato, 1884
- Ductosiphonaria Hubendick, 1945 => Siphonaria G. B. Sowerby I, 1823
- Kerguelenella Powell, 1946 => Siphonaria G. B. Sowerby I, 1823
- Kerguelenia Mabille & Rochebrune, 1889 => Kerguelenella Powell, 1946 accepted as Checked: verified by a taxonomic editor Siphonaria G. B. Sowerby I, 1823
- Liriola Dall, 1870 => Siphonaria G. B. Sowerby I, 1823
- Mouretus Blainville, 1824 => Siphonaria G. B. Sowerby I, 1823
- Parascutum Cossmann, 1890 => Williamia Monterosato, 1884
- arellsiphon Iredale, 1940 => Siphonaria G. B. Sowerby I, 1823
- Planesiphon Zilch, 1959 => Siphonaria G. B. Sowerby I, 1823
- Roya Iredale, 1912 => Williamia Monterosato, 1884
- Scutulum Monterosato, 1877 => Williamia Monterosato, 1884
- Siphonacmaea => Siphonacmea Habe, 1958